# 凯尔 (上卢瓦尔省)
凯尔（法語：Cayres，法語發音：[kɛʁ]）是法国上卢瓦尔省的一个市镇，位于该省中南部，属于勒皮区。

## 地理
凯尔（44°55'32"N, 3°48'25"E）面积29.22 平方千米，位于法国奥弗涅-罗讷-阿尔卑斯大区上盧瓦爾省，该省份为法国中南部省份，北起多姆山省和卢瓦尔省，西接康塔爾省，南至洛泽尔省，东临阿尔代什省。
与凯尔接壤的市镇（或旧市镇、城区）包括：勒布谢圣尼古拉、勒布里尼翁、科斯塔罗、朗多斯、维德、多莱宗河畔圣克里斯托夫、圣让拉沙尔姆、塞讷若勒、卢瓦尔河畔索利尼亚克。

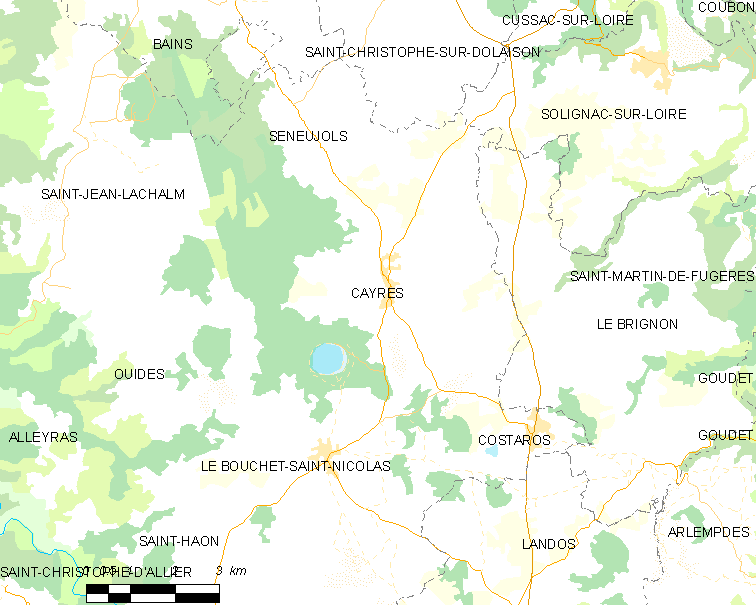
的OSM定位图

凯尔的时区为UTC+01:00、UTC+02:00（夏令时）。

## 行政
凯尔的邮政编码为43510，INSEE市镇编码为43042。

## 政治
凯尔所属的省级选区为火山沃莱县。

## 人口

1962-2008年间人口变化图示

凯尔于2022年1月1日时的人口数量为687人。